# Salassa (Italië)
Salassa is een gemeente in de Italiaanse provincie Turijn (regio Piëmont) en telt 1681 inwoners (31-12-2004). De oppervlakte bedraagt 5,0 km², de bevolkingsdichtheid is 336 inwoners per km².
De volgende frazioni maken deel uit van de gemeente: Regione Burone, Cascina Fenale, Pianter, Borgata Valleri.

## Demografie
Salassa telt ongeveer 698 huishoudens. Het aantal inwoners steeg in de periode 1991-2001 met 12,1% volgens cijfers uit de tienjaarlijkse volkstellingen van ISTAT.
| Jaar | Inwoneraantal |
| ---- | ------------- |
| 1991 | 1490          |
| 2001 | 1671          |

## Geografie
De gemeente ligt op ongeveer 361 m boven zeeniveau.
Salassa grenst aan de volgende gemeenten: Castellamonte, Valperga, Rivarolo Canavese, San Ponso, Oglianico.